# بروس ليندسي
بروس ليندسي (بالإنجليزية: Bruce Lindsey)‏ هو سياسي أمريكي، ولد في 1950.